# Ахмад Кадиров
Ахмад Абдулхамидович Кадиров (рус. Ахмат Абдулхамидович Кадыров, чеч. Къадири lабдулхьамидан кlант Ахьмад-Хьажи; Караганда, 23. август 1951 — Грозни, 9. мај 2004) био је муфтија Ичкерије, а касније председник Чеченске републике и херој Руске Федерације. Током Првог чеченског рата се борио против Русије, али суочен са порастом вехабизма и радикалног ислама у Ичкерији био је приморан да промени страну тако да је током Другог чеченског рата био на страни Русије. Изабран је за првог председника обновљене Чеченије и на тој функцији је остао до своје смрти када је погинуо 9. маја 2004. у атентату бомбом. Његов син Рамзан Кадиров је тренутни председник Чеченије и један је од најоданијих савезника и пријатеља руског председника Владимира Путина.